# Utopenec

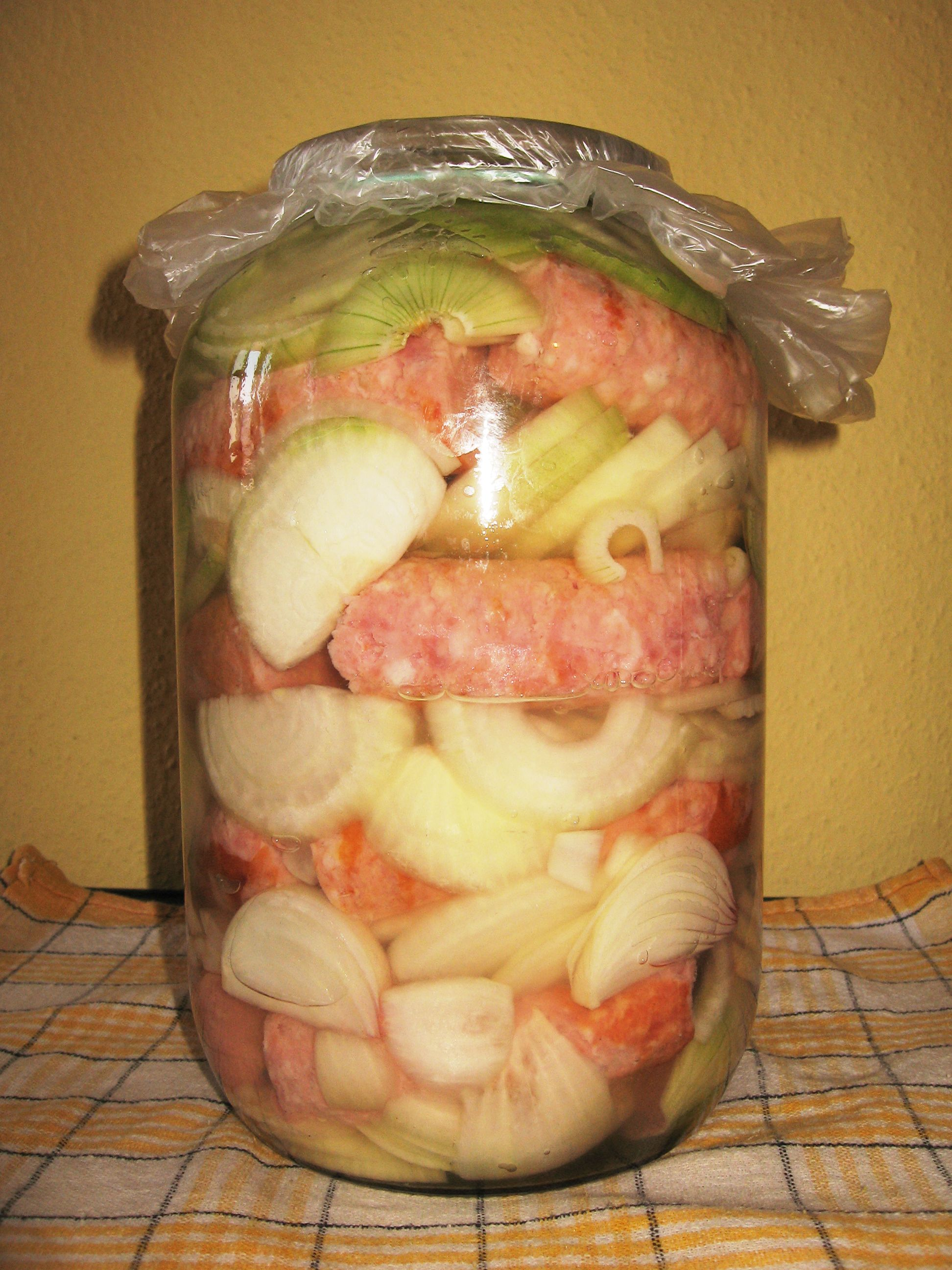
Eingelegte „utopenci“

Utopenec (Singular, häufig auch im Plural utopenci verwendet, deutsch wörtlich ‚Ertrunkener‘) ist eine traditionelle Spezialität der böhmischen Küche. Es ist eine böhmische geräucherte Brühwurst (sog. „špekáčky“), die in einem Sud aus Essig und Wasser mit Zwiebeln und Gewürzen eingelegt wird. Die Speise wird zu Hause zubereitet oder in Gaststätten und Biergärten als Imbiss angeboten.

## Grundrezept und Varianten
Der Imbiss soll prinzipiell aus einer speziellen Bockwurstart zubereitet werden, aus den sogenannten „špekáčky“. Sie werden in Böhmen seit Ende des 19. Jahrhunderts hergestellt und unterliegen strengeren Vorgaben als andere Brühwurstarten, die nicht als traditionell gelten (und somit als Zutat nicht geeignet, obwohl sie verwendet werden). Ursprünglich sollte sich die Wurst aus 50 Prozent Rindfleisch, 20 Prozent Schweinefleisch und 30 Prozent Speckwürfeln zusammensetzen (daher auch der Name: ins Deutsche übersetzt heißt die Wurst ‚Speckwurst‘), was aber zunehmend aufgeweicht wird; die Aufnahme der Speckwurst in das „Verzeichnis der garantiert traditionellen Spezialitäten“ im Jahr 2011 sollte vorbeugend wirken, was jedoch so nicht eingetreten ist.
Die Grundvariante besteht aus diesen böhmischen „Speckwürstchen“, in Stücke geschnitten oder halbiert (wahlweise mit abgezogenem Darm), die zusammen mit in Ringe geschnittenen Zwiebeln, nach Geschmack auch mit Knoblauch oder Zucker, und mit Gewürzen wie Pfeffer, Lorbeerblatt, Piment und Wacholderbeeren im Glas in einem Essigsud eingelegt werden. Der Sud aus Essig und Wasser wird zuerst aufgekocht, vorzugsweise zusammen mit den Gewürzen, und heiß in die Gläser gefüllt. Im Glas sollten die Zutaten in der Regel gut eine Woche eingelegt bleiben, doch häufig werden auch Varianten angeboten, die nur sehr kurz in der Lake liegen.
Sowohl zu Hause vorbereitet als auch als Imbiss in Gaststätten gibt es unzählige Abweichungen vom Grundrezept. So werden z. B. andere Bockwurstarten verwendet (wie beispielsweise „buřty“), deren Konsistenz (Gehalt an Rind- und Schweinefleisch, Fett, Wasser…) nicht den gesetzlichen Anforderungen entspricht, darunter Frankfurter Würstchen oder sogar Salami. Auch werden in der traditionellen Version nicht vorgesehene Zutaten verwendet oder hinzugefügt, wie Paprika, Senf, Ketchup, Worcestershiresauce, Curry und andere.
Wenn keine böhmische Špekáček-Wurst erhältlich ist, kann für die Zubereitung auch die schweizerische Cervelatwurst verwendet werden, deren Zusammensetzung wie auch Zubereitung der böhmischen Wurst sehr ähnelt und deren Qualität zumindest gleichbleibend ist.

## Name
Der Ursprung des Namens utopenec, der ins Deutsche am ehesten mit Ertrunkener übersetzt werden kann, basiert auf einer nicht bewiesenen Erklärung und einer Legende. Allgemein wird angenommen, dass schon vor weit mehr als hundert Jahren diese Speise von dem Gastwirt und Müller Šamánek kreiert wurde, der vermutlich in der Gegend von Beroun gelebt und die Wurst zuerst nur in einem sauren Essig-Wasser-Aufguss, erst später mit Zwiebel und Gewürzen, zubereitet haben soll. Daran knüpft die erste Erklärung an: Die in Stücke geschnittenen Würste sind in der Lake ertrunken. Die Legende erzählt, dass der besagte Šamánek bei der Reparatur des Rads seiner Mühle verunglückte und ertrank, was sich dann in dem Namen der Speise niedergeschlagen habe.